# San Pablo (Venezuela)
San Pablo é uma cidade venezuelana, capital do município de Aristides Bastidas.